# Ермолов, Валерий Николаевич
Вале́рий Никола́евич Ермо́лов (род. 6 февраля 1951) — российский дипломат. Чрезвычайный и полномочный посол (2018).

## Биография
Окончил Московский государственный институт международных отношений (МГИМО) МИД СССР (1973) и Дипломатическую академию МИД СССР (1984). Кандидат исторических наук. Владеет корейским, английским и немецким языками. На дипломатической работе с 1973 года.
- В 1974—1980 и 1985—1989 годах — сотрудник Посольства СССР в КНДР.
- В 1993—1999 и 2006—2011 годах — генеральный консул России в Пусане (Республика Корея).
- С июня 2011 по февраль 2015 года — заместитель директора Департамента кадров МИД России.
- С 18 февраля 2015 по 25 октября 2019 года — чрезвычайный и полномочный посол Российской Федерации в Малайзии[1][2].

## Дипломатический ранг
- Чрезвычайный и полномочный посланник 2 класса (18 октября 1993)[3].
- Чрезвычайный и полномочный посланник 1 класса (18 февраля 2015)[4].
- Чрезвычайный и полномочный посол (3 сентября 2018)[5].

## Семья
Женат, имеет двух дочерей.

## Награды
- Знак отличия «За безупречную службу» XL лет (5 марта 2014) — за достигнутые трудовые успехи, значительный вклад в социально-экономическое развитие Российской Федерации, заслуги в гуманитарной сфере, укреплении законности и правопорядка, реализации внешнеполитического курса Российской Федерации, многолетнюю добросовестную работу и активную общественную деятельность[6]
- Благодарность Правительства Российской Федерации (26 декабря 2015) — За трудовые успехи и большой личный вклад в развитие международного сотрудничества[7].